# Paleis op de Dam
Het Koninklijk Paleis Amsterdam (bekend als het Paleis op de Dam en soms als het Stadhuis op de Dam) is een paleis op de Dam in de binnenstad van Amsterdam. Het paleis is in gebruik door het Koninklijk Huis als ontvangstpaleis en wordt gebruikt voor tentoonstellingen.
Het werd tussen 1648 en 1665 gebouwd als stadhuis, naar ontwerp van architect Jacob van Campen, en ingewijd op 29 juli 1655. Het bouwwerk wordt gezien als Nederlands belangrijkste historische en culturele monument van de zeventiende eeuw. Het Paleis op de Dam is venster nummer 24 van de Canon van Amsterdam.

## Beschrijving

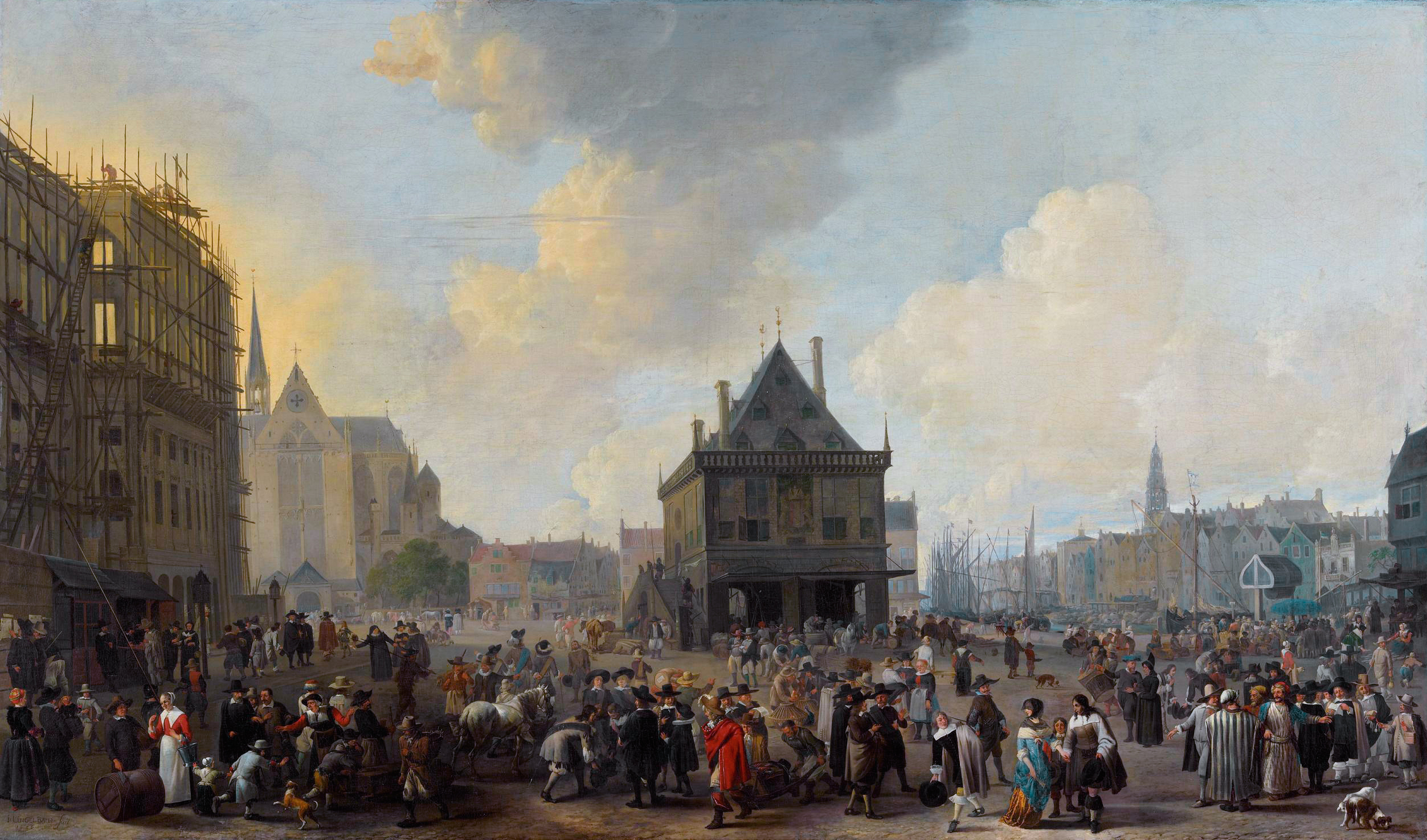
Stadhuis in aanbouw door Johannes Lingelbach (1656)

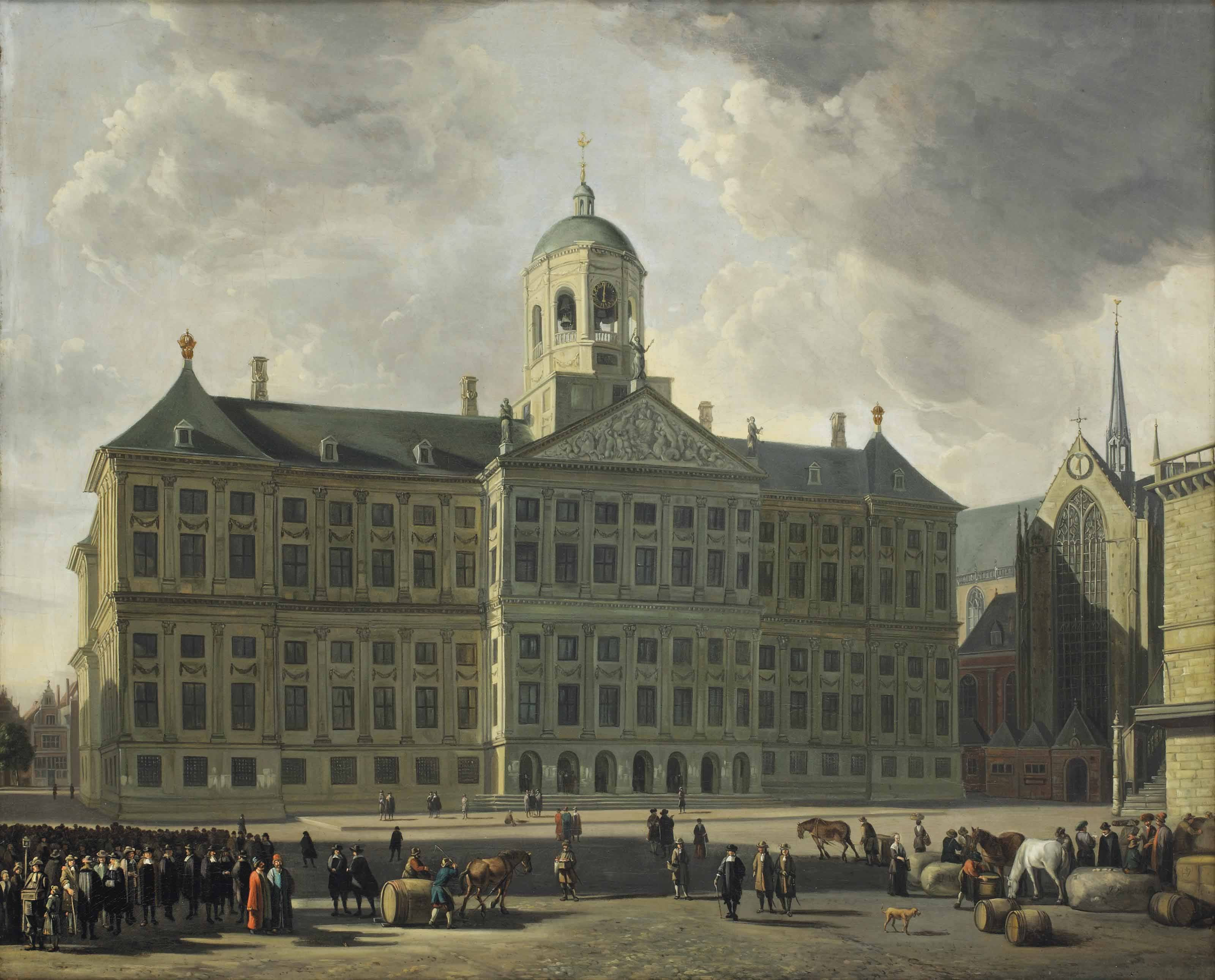
Het Stadhuis omstreeks 1670 naar Gerrit Berckheyde.

### Stijl en vorm
Het paleis is een monumentaal gebouw met barokke versiering, maar helder van opzet, in de stijl van het Hollands classicisme. Het beeldhouwwerk mocht nergens de aandacht afleiden van het grootse geheel.

### Gevel
De compositie van de gevel is harmonieus en voldoet aan de ideale barokke verhoudingen. De zware sokkel draagt twee pilasterorden die beide een hoog en een laag venster beslaan, overeenkomend met een hele en een halve verdieping erachter. In navolging van Vincenzo Scamozzi is een Korinthische orde boven een composiet geplaatst. De middenpartij met het fronton komt iets naar voren, evenals de hoekpaviljoens.

### Beeldhouwwerk
De heldere structuur van het gebouw is zo overheersend dat het fraaie beeldhouwwerk nauwelijks opvalt. We zien de festoenen op grachtenhuizen overal in de stad nagevolgd. Het indrukwekkendst zijn de timpanen (waarvan nog steeds de modellen in het Rijksmuseum te zien zijn), het beeldhouwwerk in marmer, en de bronzen beelden op de frontons.

### Koepel
Boven de middenpartij rijst een hoge koepel op, van waaruit men de aankomst van de schepen op het IJ kon zien.
De koepel wordt bekroond door een windwijzer in de vorm van een koggeschip, het oude symbool van de stad Amsterdam. Volgens het oorspronkelijke plan zou de koepel bekroond worden door acht beelden: de acht windrichtingen. Dit plan is niet uitgevoerd.

### Ingang
Opvallend is het ontbreken van een monumentale ingangspartij en het enigszins ontoegankelijke karakter van het gebouw. De officiële ingang bevindt zich aan de Nieuwezijds Voorburgwal 147. Voor bezoekers en toeristen is een ingang beschikbaar aan de Damzijde. Voor alle vensters op de begane grond zitten zware tralies. In de vensters van de Vierschaar zijn de openingen, waardoor musketten konden worden gestoken om zo een mogelijk bestorming van de ingang af te weren, nog duidelijk zichtbaar. De monumentale burgerzaal (en daarmee de bestuursverdiepingen van het gebouw) was tot aan de verbouwing tot paleis slechts via twee smalle trappen achter de Vierschaar te bereiken, die op hun beurt weer op goed verdedigbare bronzen hekken stuiten.
Het getal zeven van de bogen werd ook wel gezien als symbool voor de zeven Gewesten van de Noordelijke Nederlanden, maar in de bouwtijd wordt daarvoor geen bewijs gevonden.

### Inrichting
Het centrum van het stadhuis is de burgerzaal. Naast de burgerzaal lagen twee door galerijen omgeven binnenplaatsen. Prominent in de burgerzaal staat het beeld van Atlas. In de vloer zijn drie cirkels, met kaarten van het oostelijk en westelijk halfrond en een sterrenkaart, ingelegd. Voor de burgers van de stad lag de hele wereld, en de hemel, aan hun voeten. De burgerzaal moest laten zien dat Amsterdam het centrum van het universum was.
Ook bevindt zich in het stadhuis de Vierschaar. Dat is een monumentale zaal waar vroeger naar oeroude Germaanse rite doodvonnissen, waartoe elders in het gebouw al besloten was, in het openbaar uitgesproken werden. Aan de wand van de Vierschaar bevinden zich drie levensgrote reliëfs: de vonnissen van de Romeinse consul Lucius Junius Brutus, de Griekse koning Zaleucus en de Bijbelse koning Salomo. Deze vonnissen beelden een onpartijdig, barmhartig en wijs vonnis uit.
Govert Flinck is gevraagd een aantal grote schilderijen te leveren; zeven werken met de Bataven als thema en vier met afbeeldingen van goede patriotten. Toen Flinck in 1660 stierf kreeg Rembrandt de opdracht De samenzwering van de Bataven onder Claudius Civilis te schilderen. Rembrandt kwam met een donker schilderij voor de dag, met relatief kleine figuren en veel lege ruimte. Het werk werd afgekeurd, of Rembrandt trok het terug na een meningsverschil, en Flincks voormalige medewerker Jurriaen Ovens werd aangezocht binnen vier dagen een voorontwerp (op basis van waterverf en uitermate dun doek) af te maken aan de hand van tekeningen van Flinck. Ferdinand Bol, Jan Lievens, Nicolaes de Helt Stockade, Jan Gerritsz. van Bronckhorst, Thomas de Keyser, Cornelis Holsteyn, Jacob Jordaens en Willem Strijcker leverden schoorsteenstukken.

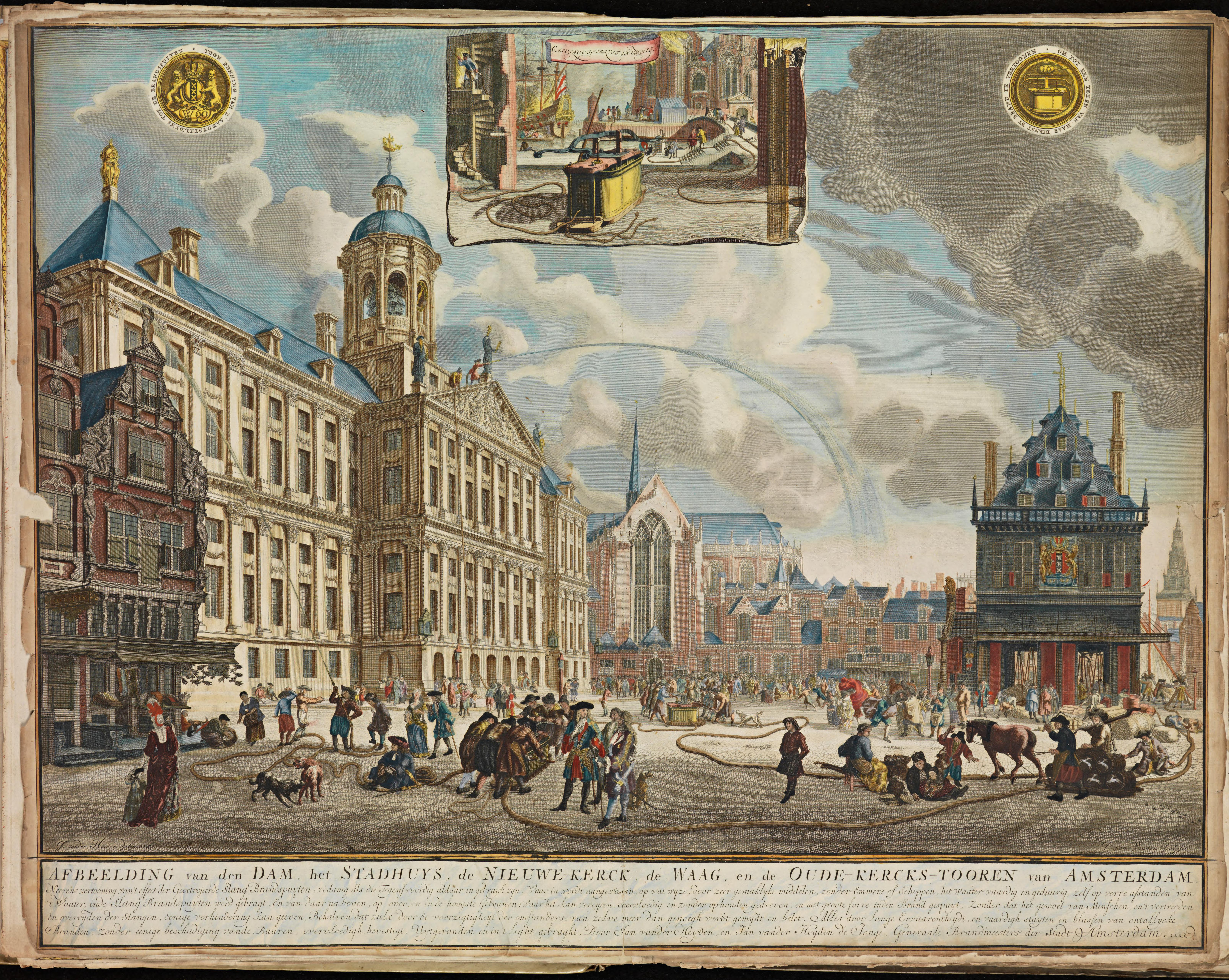
Het Stadhuis van Amsterdam rond 1699 door Frederik de Wit.

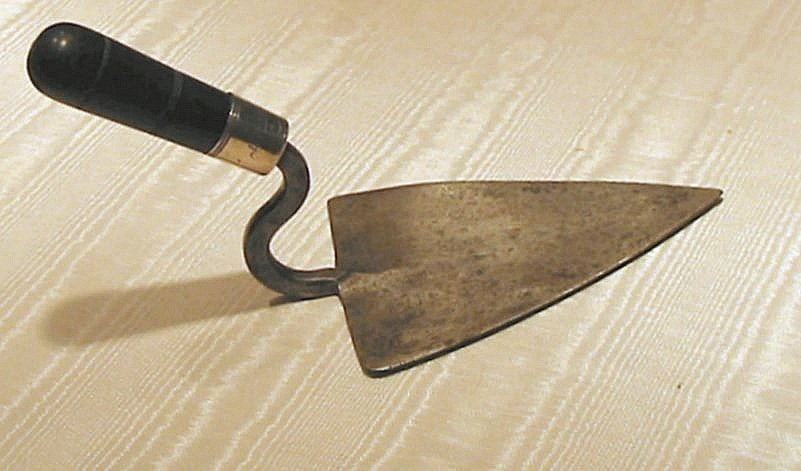
Jacob de Graeff en Sijbrand Valckenier legden met deze Zilveren troffel op 28 oktober 1648 de eerste steen

## Indeling

### Souterrain
| - Hoofdingang - Achteringang - Gevangenis (nu voorraadkamers) - Binnenplaatsen | - Munitiekamer - Vierschaar - Gewapende wachten - Wisselbank | - Conciërgewoning - Pijnkamers - Cipierswoning |

### Eerste verdieping

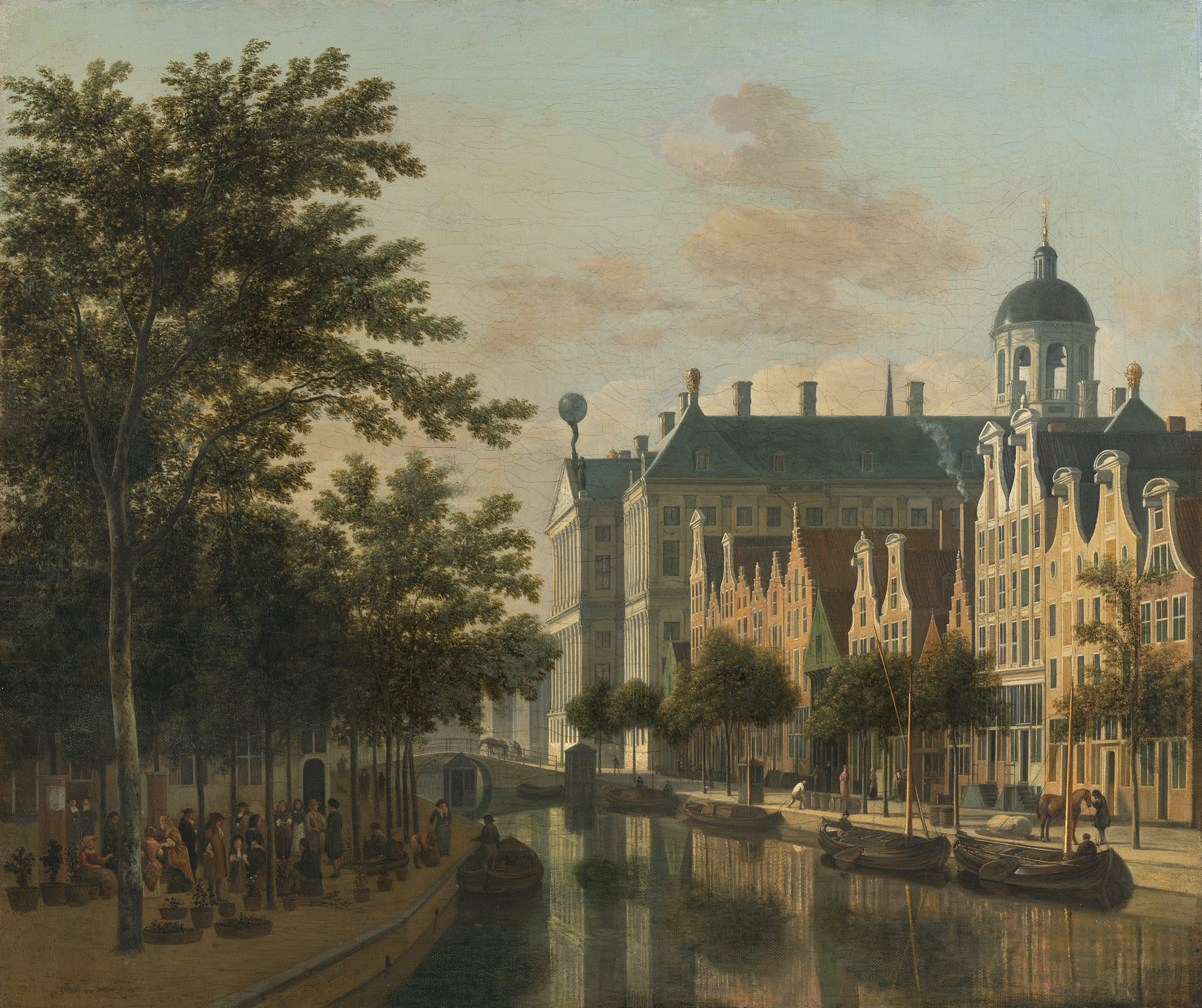
De nog niet gedempte Nieuwezijds Voorburgwal met het Stadhuis, in 1686 door Gerrit Berckheyde

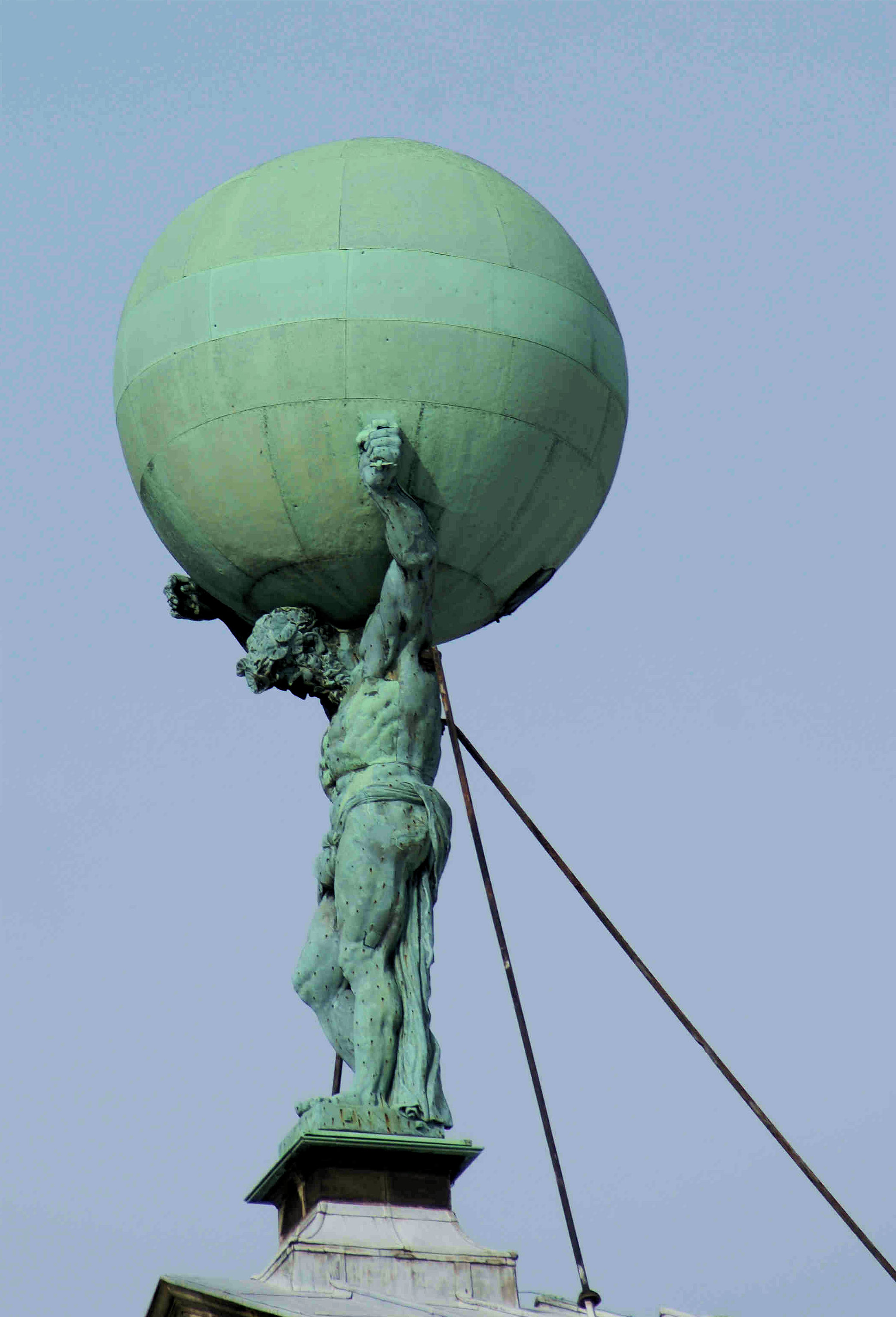
Het beeld van Atlas gegoten door de gebroeders Hemony op het dak van het paleis

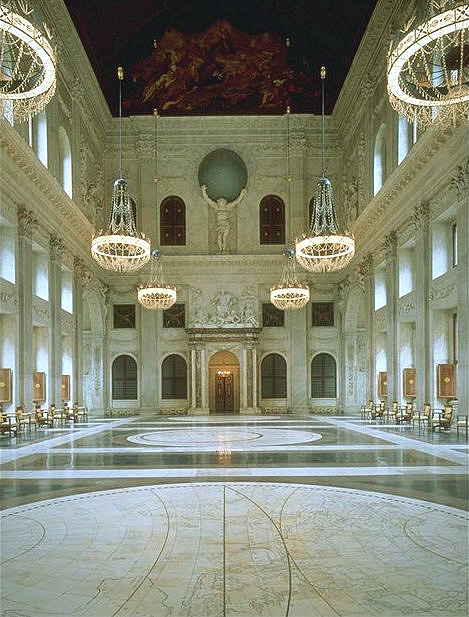
De burgerzaal in het paleis

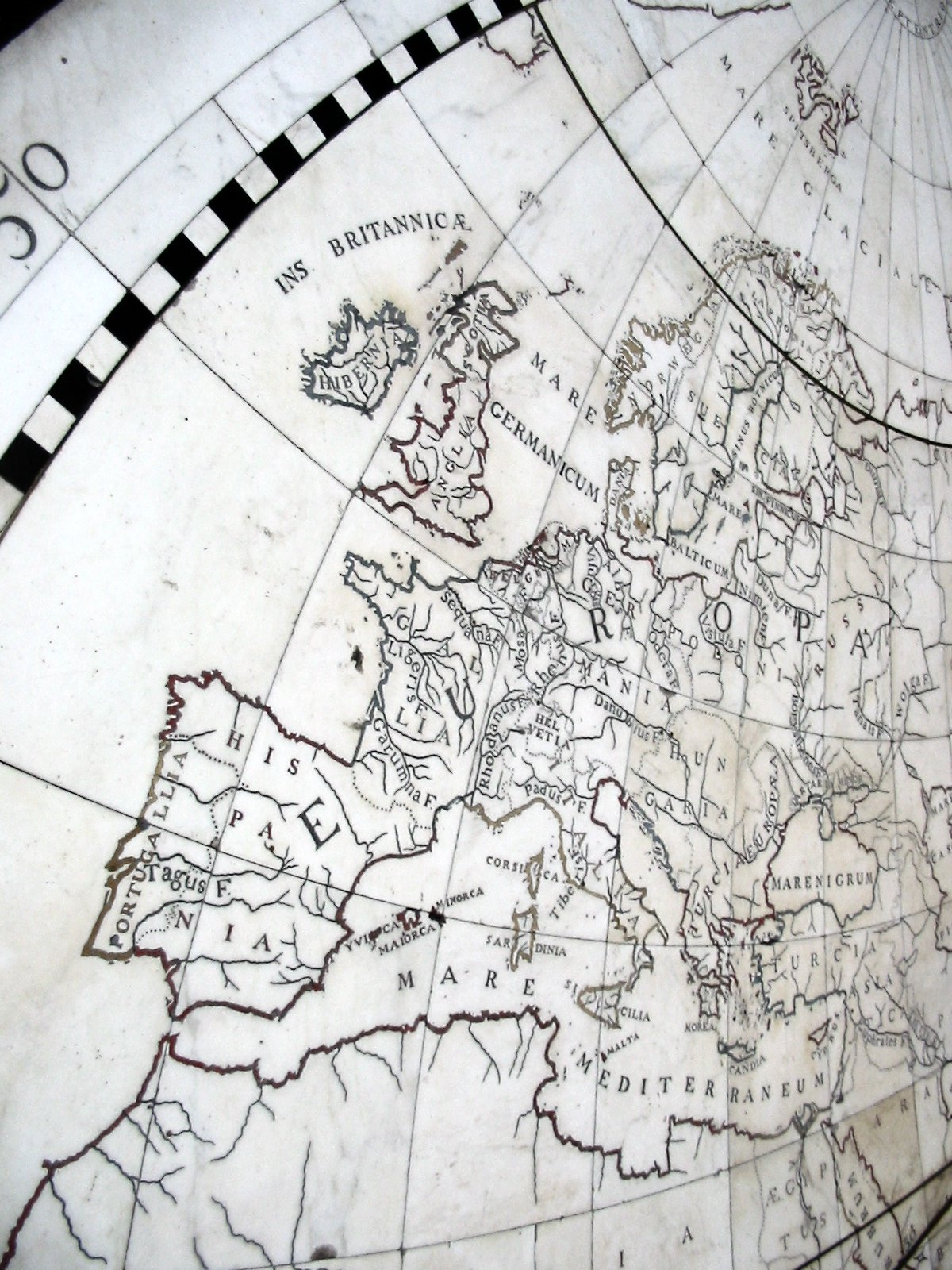
Een gedeelte van de marmeren vloer met de kaart van Europa

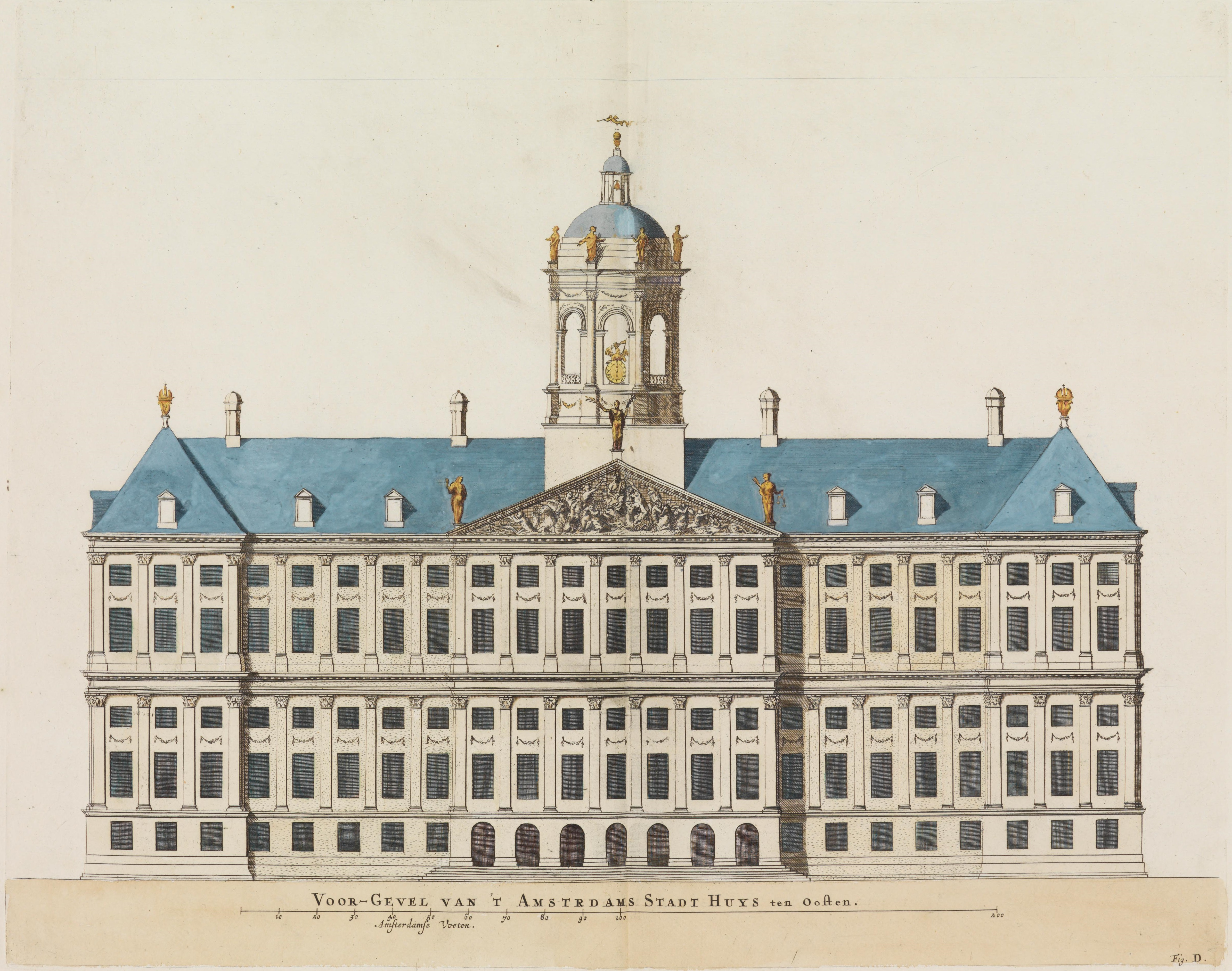
Niet uitgevoerde ontwerptekening van het Stadhuis, tekening rond 1699-1706.

| - Balkon - Galerij - Advocaten- en procureurskamers - Burgemeesterskamer / antichambre | - Raadzaal / Salon van de Koning - Vroedschapzaal - Mozeszaal - Troonzaal - Vierschaar | - Justitiekamer / Gele Salon - Secretariaat - Burgerzaal - Schepenzaal |

#### Burgerzaal

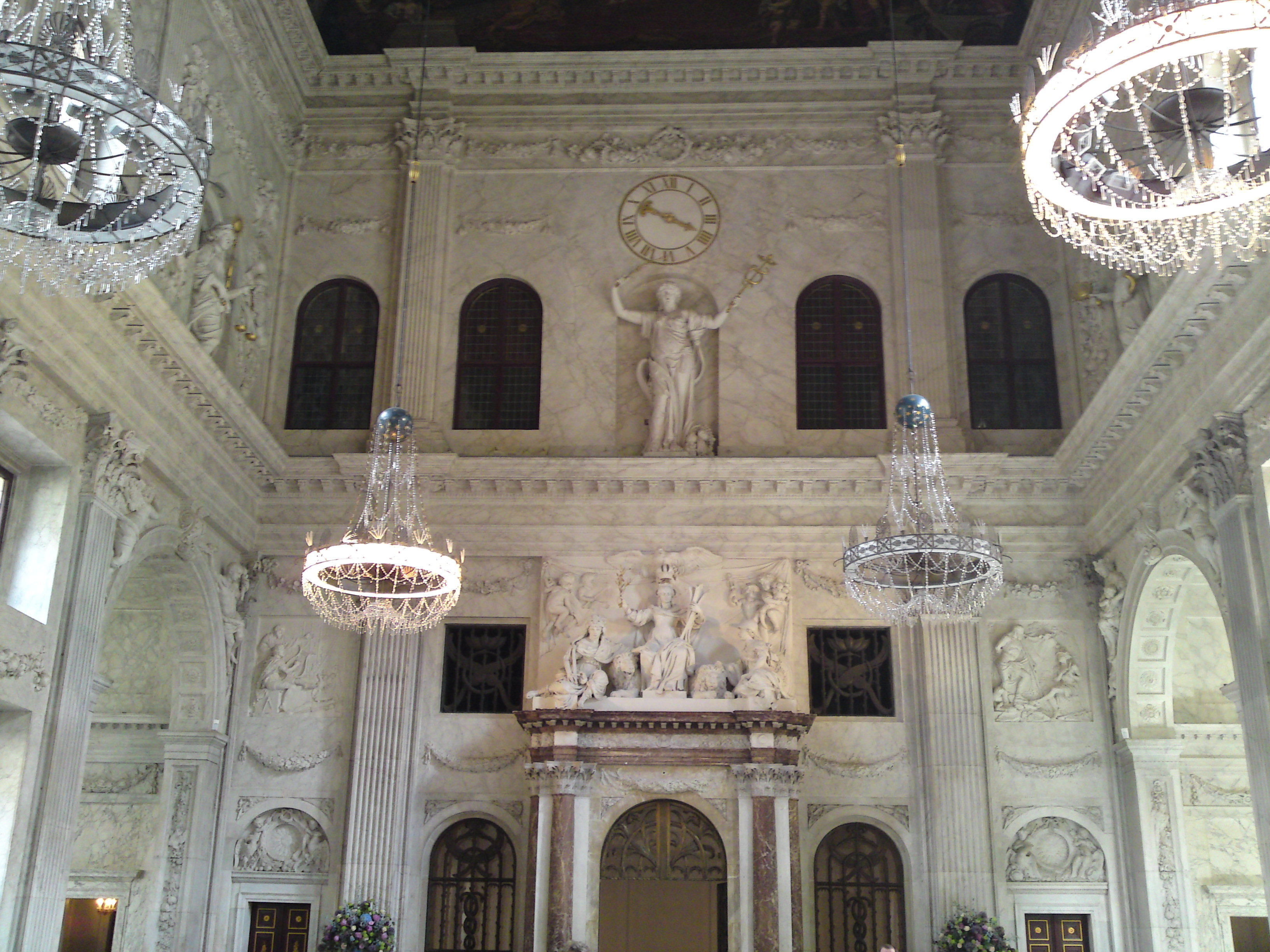
Ingang burgerzaal Damzijde

De burgerzaal is de grootste zaal van het paleis. De zaal is het middelpunt van het gebouw en stelt het universum in het klein voor. In de vloer zijn marmeren kaarten van het oostelijk en westelijk halfrond met daar tussenin de noordelijke sterrenhemel. De burgers in de 17de eeuw doorkruisten hier als het ware de wereld, zoals handelaars en zeelieden dat in werkelijkheid deden.
De burgerzaal heeft aan de Damzijde een ingang waarboven de Stedenmaagd van Amsterdam staat afgebeeld. Zij kijkt neer op de wereld aan haar voeten. Links van haar zit de 'Kracht', een vrouw met een leeuwenhuid over het hoofd, en rechts de 'Wijsheid', een vrouw met de uitrusting van Minerva, godin van de wijsheid. De twee vierkante reliëfs naast de beeldengroep stellen het 'Het Goede Bestuur' voor.
Aan de andere kant van de burgerzaal is de ingang naar de schepenzaal. Hierboven wordt de 'Gerechtigheid' afgebeeld met een zandloper en martelwerktuigen. De 'Gerechtigheid' vertrapt de 'Hebzucht', gerepresenteerd door koning Midas met ezelsoren, en de 'Nijd', uitgebeeld als Medusa met slangen als haar. Aan deze kant is ook het beeld van Atlas.
Boven de ingang van de galerijen zijn in de bogen de elementen 'Aarde', 'Water', 'Lucht' en 'Vuur' afgebeeld. In de 17e eeuw dacht men dat het universum uit deze vier elementen was opgebouwd. De grote beelden op de kroonlijst zijn de gietmodellen van de bronzen figuren op de frontons van de oostelijke en westelijke buitengevel. Zij stellen voor: 'Vrede' (oost), 'Voorzichtigheid' (zuidoost), 'Gerechtigheid' (noordoost), 'Atlas' (west), 'Waakzaamheid' (zuidwest) en 'Gematigdheid' (noordwest).
De houten kap is tussen 1700 en 1705 aangebracht en is opgebouwd uit balken en latten. Ze werd uit voorzorg tijdens de Duitse bezetting weggenomen en verborgen in de kelders. In 1946 is ze teruggeplaatst. De kristallen kroonluchters zijn uit de tijd van koning Lodewijk Napoleon. Oorspronkelijk hingen aan iedere kroonluchter 12 olielampen. In 1937 zijn de kronen geëlektrificeerd.

#### Schepenzaal

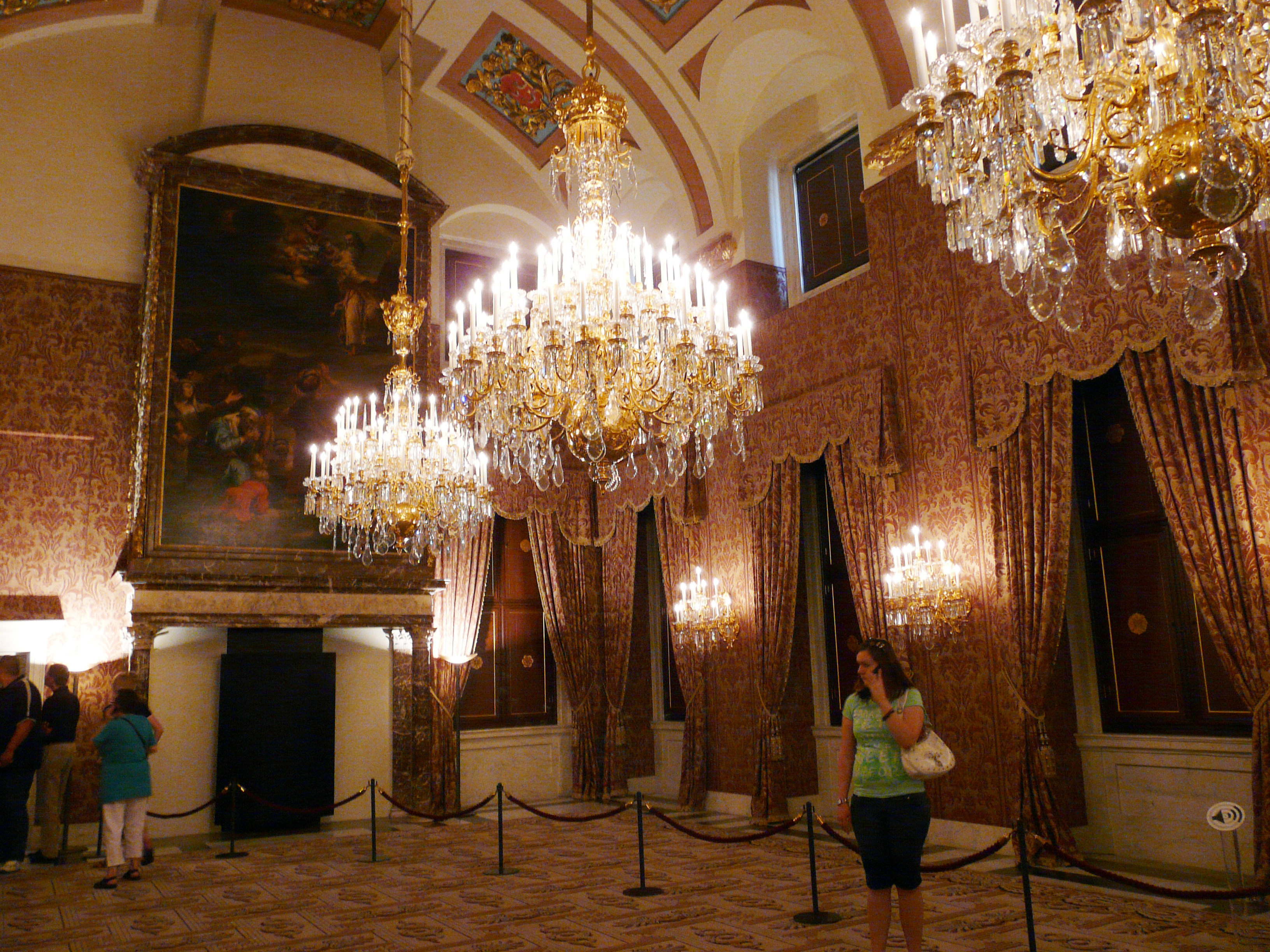
Schepenzaal

In de Schepenzaal werd door de schout (Officier van Justitie en hoofd van de politie) en negen schepenen (rechters) van de stad Amsterdam recht gesproken.
Aan beide zijden van de zaal is een schoorsteen. Aan de zuidwand is er boven een schilderij van Ferdinand Bol met Mozes die met de tien geboden de berg Sinaï afdaalt. Het marmeren fries onder het schilderij beeldt de aanbidding van het Gouden Kalf uit. Aan de noordzijde is een schilderij van Jurriaen Ovens. Het beeldt de Gerechtigheid af met aan haar zijden Vrede en Voorzichtigheid.
Op twee middagen in de week vonden er in deze zaal huwelijksvoltrekkingen plaats. De architraaf onder de insteekkamer is daarom versierd met tortelduifjes en kinderkopjes.

### Tweede verdieping
- Burgerzaal
- Krijgsraadszaal
- Galerij
- Vierschaar (ruimte waar vonnissen werden uitgesproken)

## Geschiedenis

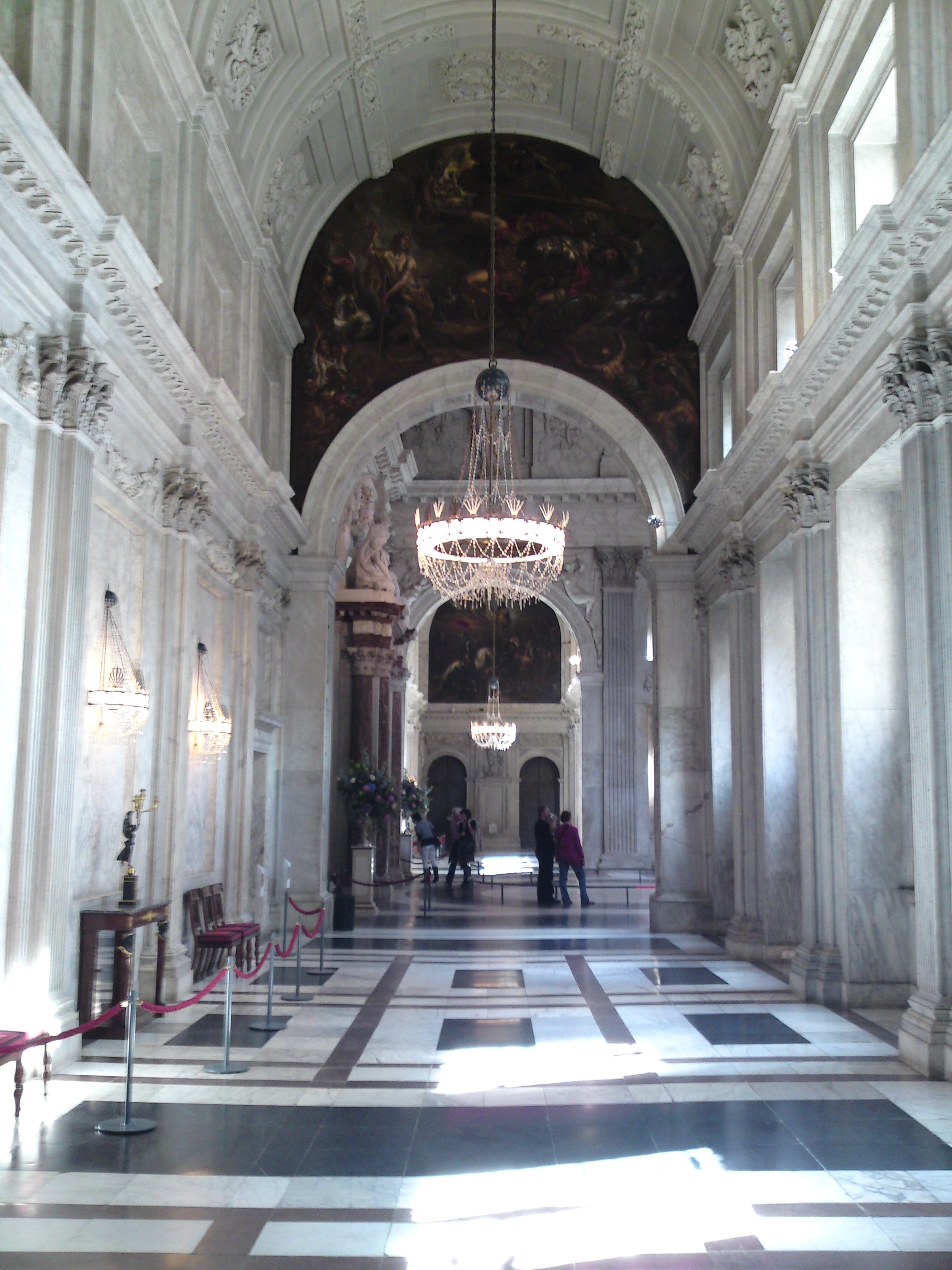
Een zijgalerij in het paleis. Halverwege aan de rechterkant de ingang.

### Bouw

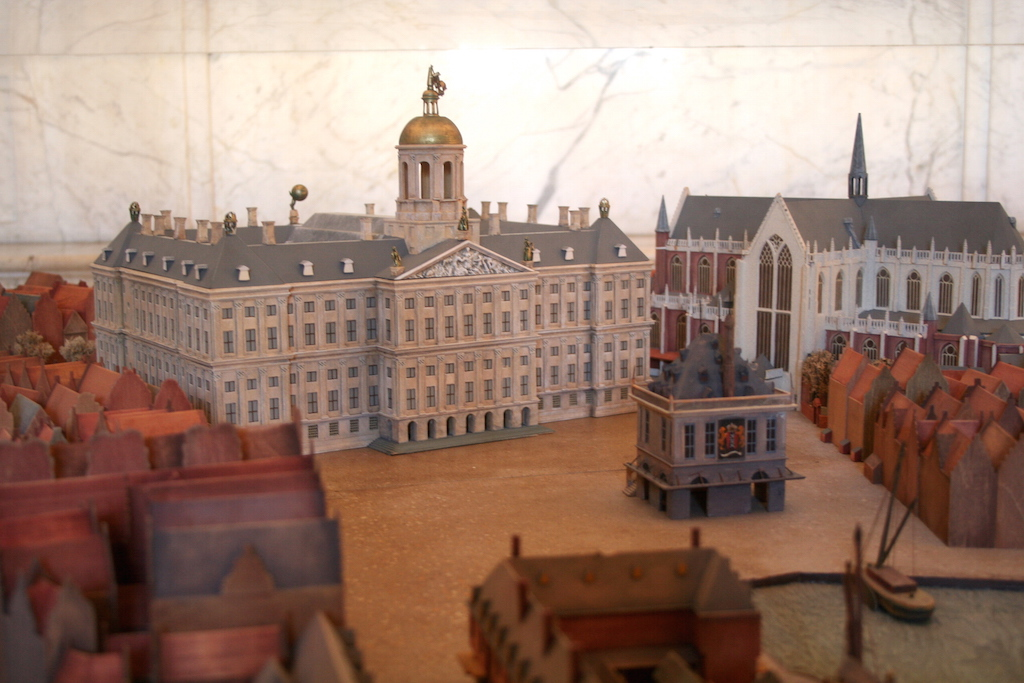
Maquette van de Dam, met het Stadhuis, er voor de Waag en rechtsachter de Nieuwe Kerk. Geëxposeerd in het Paleis op de Dam; 2005.

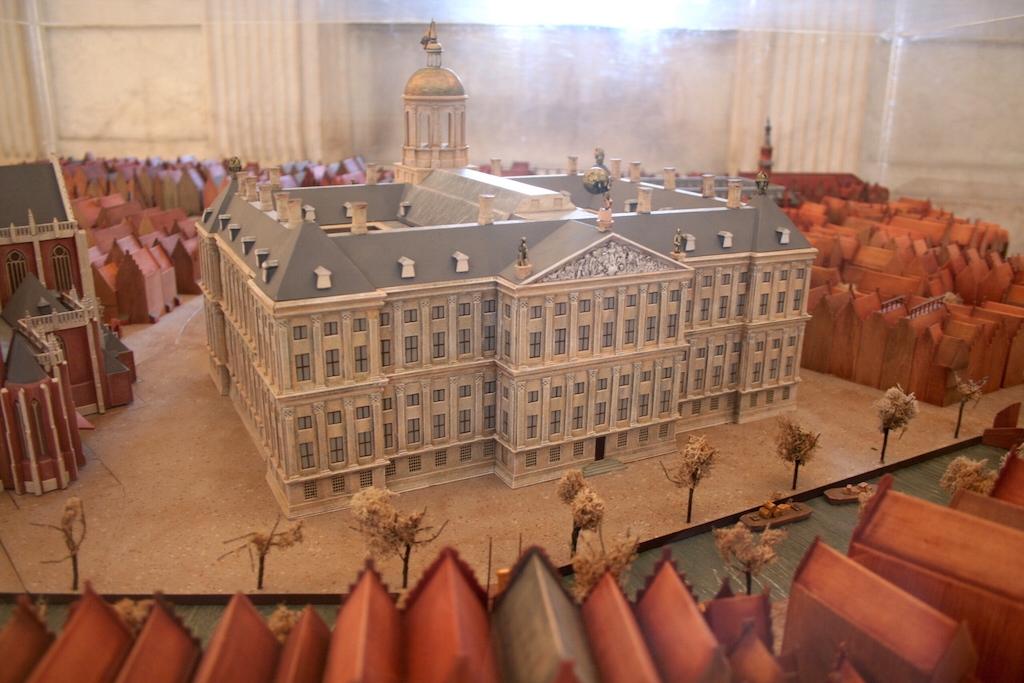
Maquette van het Stadhuis, zijde Nieuwezijds Voorburgwal. Geëxposeerd in het Paleis op de Dam; 2005.

Voor de vervanging van het bouwvallig geworden gotische stadhuis waren verschillende ontwerpen ingediend. De Vrede van Münster in 1648 bracht zo'n euforie met zich mee dat het meest ambitieuze plan werd uitgevoerd. Dit was in het midden van wat later de Gouden Eeuw werd genoemd. Het stadhuis werd gebouwd op een schaal die in Europa nog niet eerder was vertoond. Het werd het grootste niet-religieuze gebouw van de oude wereld. Het gebouw kan daarmee gezien worden als een belangrijk symbool van het vrijzinnige Amsterdam. Het "achtste wereldwonder" werd de parel in de kroon van Amsterdam. Het gebouw moest de rijkdom en het aanzien van de stad Amsterdam weerspiegelen. De bouw kostte 8,5 miljoen gulden, een gigantisch bedrag in die tijd.
Het gebouw rustte oorspronkelijk op 13.659 uit Noorwegen afkomstige houten heipalen, een aantal dat vroeger veel schoolkinderen leerden ('dagen van het jaar, eentje ervoor, negentje erachter'), hiervan zijn er twee palen verwijderd om te controleren of ze nog gaaf waren (en dat was het geval). In 1945 werden echter verzakkingen geconstateerd en werden er palen bijgeheid. Sindsdien staat het bouwwerk op 13.681 palen.
Het werd geheel opgetrokken uit Bentheimer zandsteen (oorspronkelijk zeer licht gekleurd) en met name in het interieur veel marmer. Van Campen liet zich inspireren door de Romeinse bestuurlijke paleizen. Voor de burgemeesters van Amsterdam, die zich de consuls van een nieuw Rome waanden, werd een nieuw Capitool gebouwd. De zilveren troffel, die op 28 oktober 1648 bij het leggen van de eerste steen door de (klein)zonen en neef van de vier toenmalige burgemeesters werd gebruikt, wordt tentoongesteld in het Rijksmuseum.
Hoewel de architect van het stadhuis Jacob van Campen was, werd de technische uitvoering verzorgd door stadsbouwmeester Daniël Stalpaert. Van Campen kwam in 1654 in conflict met het stadsbestuur, waarna Stalpaert de volledige leiding kreeg.
Het beeldhouwwerk werd gemaakt door Artus Quellinus en zijn medewerkers. Op 29 juli 1655 werd het stadhuis feestelijk ingehuldigd, maar het was toen nog niet voltooid. Joost van den Vondel wijdde 1378 dichtregels aan de inwijding, in zijn gedicht Inwydinge van het Stadthuis.
Er is ook steen of marmer aangetrokken uit de groeven van Culross in Fifeshire, aangeleverd door Alexander Bruce, 2e graaf van Kincardine, die in 1659 trouwde met Veronica van Aerssen van Sommelsdijck. In 1665 was het gebouw gereed, terwijl aan de inrichting van de vertrekken tot aan het begin van de 18e eeuw werd gewerkt.

### Inwijding
De inwijding vond plaats op 29 juli 1655. Om half acht 's ochtends werd in de Oude en in de Nieuwe Kerk een dienst gehouden, daarna moesten de genodigden zich op eigen gelegenheid naar het Prinsenhof begeven en van daaruit is men, in plechtige optocht, naar het nieuwe stadhuis getrokken. Op het stadhuis aangekomen hield Cornelis de Graeff een toespraak. Vervolgens ontvingen de burgemeesters een deputatie van de Nederduits Gereformeerde Kerk. Na de middag begon een feestmaal op stadskosten. Intussen trad de schutterij aan. Zes compagnieën van het gele regiment stelden zich in slagorde op en er werden drie salvo's gelost. Om zeven uur 's avonds was het gedaan.

### Paleis
Het gebouw is tot 1808 stadhuis gebleven. Daarna werd het aan koning Lodewijk Napoleon aangeboden als paleis. De galerijen werden door houten wanden in vertrekken verdeeld. Aan de voorzijde werd een balkon aangebracht. Beeldhouwwerken die stoorden werden achter doeken verborgen. Lodewijk had in het paleis ook een kapel ingericht. Een aantal zilveren voorwerpen liet hij bij zijn vertrek achter. Uit deze periode stammen ook de fraaie empire-meubelen die in het paleis zijn te zien. Dit is de grootste collectie van deze meubelen buiten Frankrijk. In 1810, toen Nederland werd ingelijfd bij het Franse Keizerrijk, werd het zelfs tijdelijk een keizerlijk paleis.
Lodewijk Napoleon vestigde met behulp van de stadhouderlijke en Amsterdamse stedelijke collecties in het paleis een Koninklijk Museum, dat de basis zou vormen voor het latere Rijksmuseum.
Op 2 december 1813 werd het door Willem I bij zijn inhuldiging als stadhuis teruggegeven aan Amsterdam. Het stadsbestuur zag echter op tegen weer een verhuizing en de onderhoudskosten van het gebouw, maar wilde bovendien graag de vorst aan de stad binden. Het stadsbestuur liet de zaak op zijn beloop en zo is sinds 1815, na de Slag bij Waterloo en het Congres van Wenen, het paleis op de Dam in Amsterdam het Koninklijk Paleis van het Nederlandse koningshuis. In 1844 werden er rondom zes imposante lantaarnpalen  gezet (vier op de Dam, twee op de Nieuwezijds Voorburgwal).
Sedert 1936 is het, na de overdracht van alle mogelijk nog bestaande rechten van de stad op het gebouw tegen een bedrag van 10 miljoen gulden (in hedendaagse waarde zo'n 100 miljoen euro), ook onbestreden staatseigendom (in portefeuille van de Rijksgebouwendienst). Amsterdam wilde dit geld toen gebruiken voor de bouw van een nieuw stadhuis, dat er pas een halve eeuw later kwam met de bouw van de Stopera en veel duurder werd.

### Restauraties en renovatie
In de 20e eeuw werd het gebouw meermalen gerestaureerd. De verbouwingen van Lodewijk Napoleon werden, voor zover het de onderverdeling van de galerijen betrof, ongedaan gemaakt en het werd in zijn oorspronkelijke staat teruggebracht. Sinds de restauratie in 1960 is het gebouw beperkt opengesteld voor het publiek.
Van september 2005 tot juni 2009 was het paleis gesloten voor het publiek voor opnieuw een restauratie van het interieur. Daarbij werd asbest verwijderd dat bij de vorige restauratie was aangebracht. Ook werden de technische installaties vervangen, waarbij, enigszins omstreden, een deel van een keizerlijke trap, een helende aanvulling (in beton met marmer bekleed) van de restauratie uit de jaren 1930-'60, sneuvelde. Bij de opening op 13 juni 2009 vertelde burgemeester Cohen dat de trap al een eeuw geleden zou zijn verdwenen. De plafondschilderingen in de Weeskamer, de Thesaurie Ordinaris, de Justitiekamer en de Burgemeesterskamer werden onder leiding van prof. Anne van Grevenstein-Kruse gerestaureerd. De interieurs van de gastenverblijven op de tweede verdieping werden opgeknapt en ook de slaapkamers voor het personeel tijdens staatsbezoeken werden gemoderniseerd. Restauratiearchitect Krijn van den Ende werd aangesteld om alles in goede banen te leiden terwijl het bouwhistorich onderzoek in handen was van Hein Hundertmark. Tijdens de ontmanteling van de vertrekken van de voormalige Secretarie werd een verrassende ontdekking gedaan. In de tussenmuur naar de galerij kwamen twee 17de-eeuwse muurkasten tevoorschijn die hersteld zijn en weer in de oude glorie te zien zijn. Ook is een oud toilet hersteld dat loosde op de een gracht (wat nu de Nieuwe Voorburgwal is) en in een zijkamer is gevonden van de Rekenkamer. De kosten van de restauratie waren 80 miljoen euro. Het paleis werd op 13 juni 2009 heropend door koningin Beatrix. Het gebouw is ook weer voor het publiek te bezoeken.
Na de restauratie is er een brochure uitgegeven: Restauratie en renovatie van het paleis, Negentiende eeuwse schittering in zeventiende-eeuwse context welke tot stand is gekomen in opdracht van de Rijksgebouwendienst in samenwerking met de Stichting Koninklijk Paleis Amsterdam. Tekst: Paula van der Heiden, Fotografie: Wim Ruigrok, vormgeving: Hertogh - Sierman, Druk: Spinhex Industrie - 2009.
De eveneens noodzakelijke restauratie van de gevel werd om financiële redenen nog even uitgesteld en begon in 2009. Hoewel vaak aan de Rijksgebouwendienst werd gevraagd (ook door de stadsdeelraad Amsterdam-Centrum in oktober 2005) om de gevel van het gebouw te reinigen, heeft de Rijksgebouwendienst dat nooit willen doen. Er was niet alleen te weinig kennis beschikbaar om dat zonder gevaar voor het gebouw verantwoord te kunnen doen, maar de Rijksgebouwendienst heeft ook het standpunt dat een monument nu eenmaal een oud gebouw is en dat dat ook mag worden gezien. Dat de vervuiling nogal onregelmatig is en ook bij reparaties aangebrachte nieuwe blokken er nogal uitspringen, zag men daar echter wel als een probleem dat serieus genomen moet worden. In opdracht van de Rijksgebouwendienst zijn daarom veel onderzoeken verricht naar de vervuiling van zandsteen en de mogelijkheden om zandsteen te reinigen. Die onderzoeken kwamen vanaf 2001 in een stroomversnelling, nadat de gemeente Rotterdam besloot om de gevels van het stadhuis aldaar te reinigen. Naar aanleiding van de ervaringen daarmee kon in 2008 een plan worden gepresenteerd om ook de gevels van het Paleis op de Dam te 'ontstoren', zoals de Rijksgebouwendienst dat noemt. Van de steigers die nodig waren voor de gevelrestauratie werd gebruikgemaakt om het schoonmaken uit te voeren. Over dit reinigen is verschil van mening ontstaan tussen diverse experts uit de monumentenwereld. Sommige deskundigen denken dat de werkzaamheden nadelige gevolgen voor de conditie van de gevels kunnen hebben. Wijzend naar een inmiddels dikke stapel onderzoeksrapporten zegt de Rijksgebouwendienst echter dat de werkzaamheden volstrekt verantwoord zijn. Zowel Bureau Monumenten & Archeologie van de gemeente Amsterdam als deskundigen bij de Rijksdienst voor het Cultureel Erfgoed hebben de onderzoeken en plannen van de Rijksgebouwendienst kritisch geëvalueerd en goed bevonden.

### Huidig gebruik
Het feit dat het oude – en zo sterk symbolische – stadhuis later een koninklijk paleis is geworden, is niet een kwestie die veelvuldig in de openbaarheid bediscussieerd wordt. De gevoeligheid ten aanzien van het koningshuis en de in Amsterdam gevreesde onderhoudskosten van het kapitale pand zijn hieraan waarschijnlijk debet. Onder de oppervlakte heerst bij een deel van de Amsterdamse bevolking evenwel onvrede over de huidige status van het gebouw. Het oude stadhuis was vooraleerst een symbool van een krachtige en zelfbewuste burgerij die kerk en koning op voet van gelijkheid benaderde. Het met de huidige functie samenhangende gesloten karakter roept misschien hier en daar weerstand op, maar betekent wel het behoud voor het gebouw.
Koningin Beatrix woonde ten tijde van haar koningschap in Huis ten Bosch te Den Haag. Toen zij in het begin van haar koningschap voorstelde meer in het Amsterdamse paleis te gaan werken, omdat in Den Haag alles in restauratie was, stuitte dat bij het Amsterdamse bestuur op grote tegenstand, al was het maar omdat men belemmeringen voor het gemotoriseerde verkeer in de binnenstad verwachtte.
Bij ceremoniële staats- en familieaangelegenheden functioneert het paleis op grootse wijze. Bij staatsbezoeken logeert het bezoekende staatshoofd met gevolg in het paleis te Amsterdam, en wordt daar ook officieel ontvangen. Op 30 april 2013 deed koningin Beatrix in het paleis officieel afstand van de troon, net als haar moeder Juliana dat deed in 1980. De uitreiking van de Grote Prins Claus Prijs en de Zilveren Anjers vinden elk jaar in het paleis plaats.
Op de momenten dat de koning en de leden van het Koninklijk Huis geen gebruik maken van het paleis, dat is een groot gedeelte van het jaar het geval, is het gebouw echter opengesteld door de Stichting Koninklijk Paleis Amsterdam. Vaak is er in de zomer een tentoonstelling. Zo is na de uitreiking van de Koninklijke Prijs voor Vrije Schilderkunst in de maand oktober de mogelijkheid de geselecteerde kunstwerken te bekijken.
Geert Mak noemde het gebouw in zijn boek Stadspaleis (1997) het "Stadhuis van Oranje". In de afsluitende paragraaf van deze publicatie, in 2005 uitgegeven ter gelegenheid van het 350-jarig bestaan van het gebouw (150 jaar als stadhuis en 200 jaar als paleis), vindt men de oproep om het gebouw in ceremoniële zaken ook weer te laten functioneren als stadhuis, voor bijvoorbeeld ontvangsten van de burgemeester.

## Spotnaam
In de tijd van de Beurs van Zocher werd het paleis spottend een gebouw zonder ingang genoemd en de beurs een ingang zonder gebouw.

## Fotogalerij

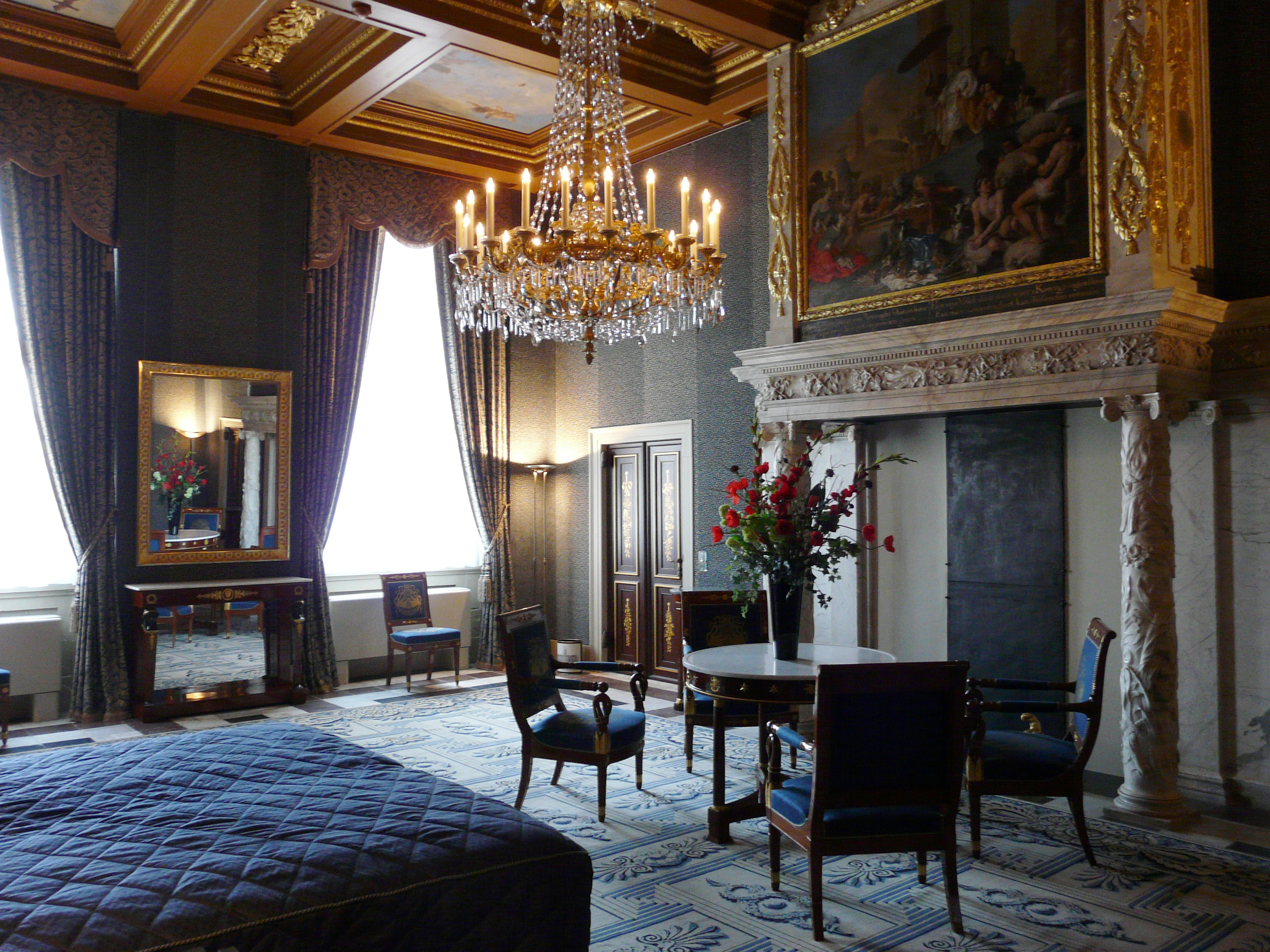
De Thesaurie ordinaris was het kantoor van de beheerders van de stadsfinanciën en fungeerde later als een slaapvertrek
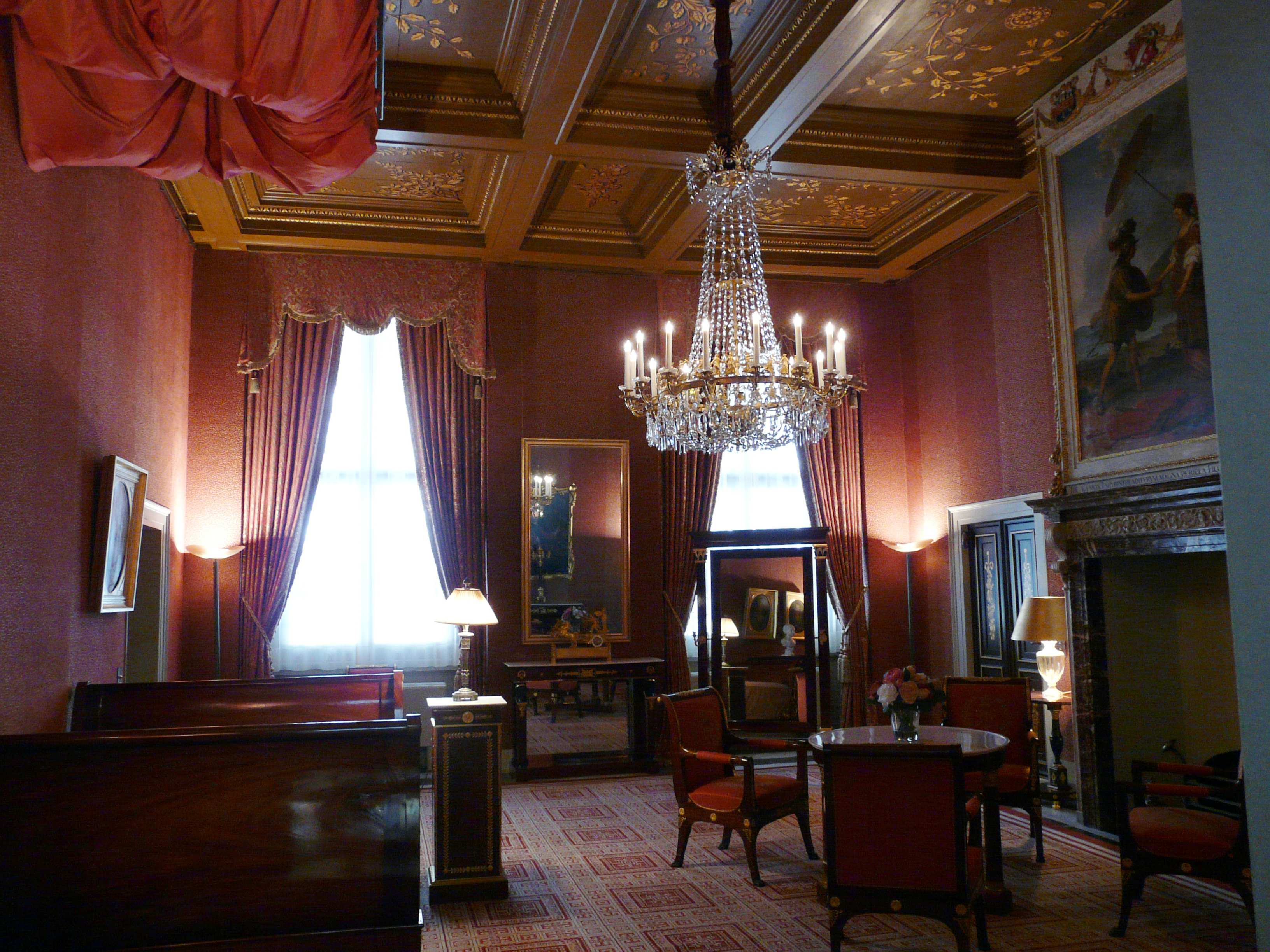
De Assurantiekamer
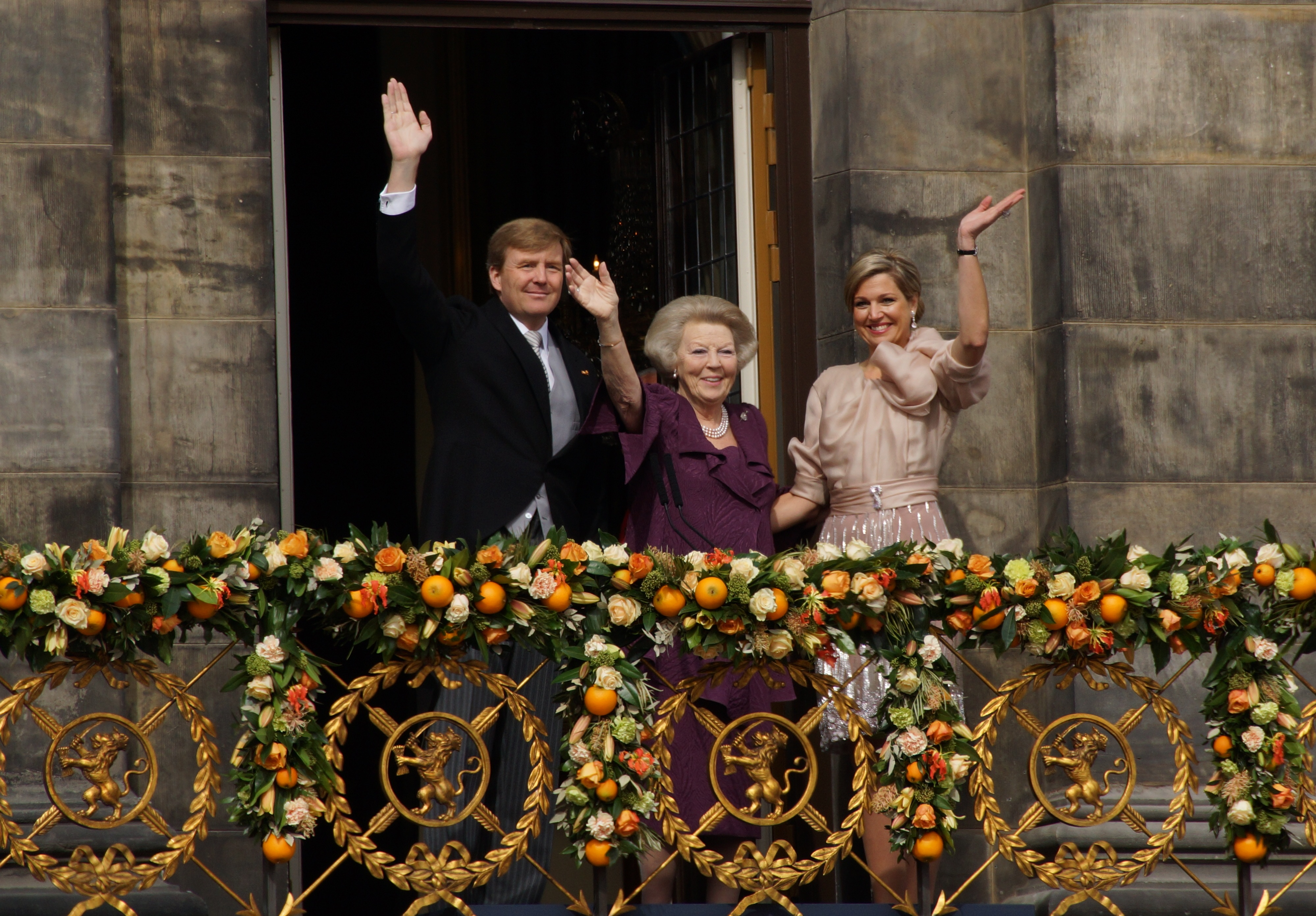
Koning Willem-Alexander, prinses Beatrix en koningin Máxima op het balkon van Paleis op de Dam.
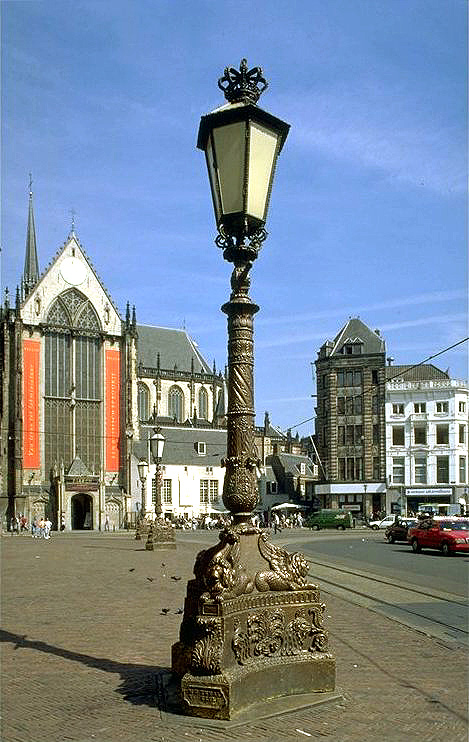
Een van de monumentale Paleislantaarns, die op de Dam voor het Paleis staan.